# Sven Skovmand
Sven Skovmand (ur. 29 września 1936 we Frederiksbergu) – duński historyk, dziennikarz, polityk. Poseł do Parlamentu Europejskiego. Członek Ruchu Ludowego, działającego przeciwko Unii Europejskiej.
Właściciel wydawnictwa Hedeskov, w którym między innymi zamieszcza swoje publikacje.
Zasiadając w Parlamencie Europejskim był:
- Członkiem Komisji ds. Rolnictwa (1979-82),
- Członkiem Komisji ds. Transportu (1982-84),
- Członkiem Delegacji ds. stosunków z państwami Europy Północnej i Rady Nordyckiej (1983-84)[1].